# Axat
Axat en idioma francés y oficialmente, Atsat en idioma occitano, es una localidad y comuna francesa, situada en el departamento del Aude en la región de Languedoc-Roussillon, en los Pirineos franceses. 
A sus habitantes se les conoce en idioma francés por el gentilicio Axatois.

## Demografía
| 993 | 997 | 911 | 1021 | 919 | 832 |
| Para los censos de 1962 a 1999 la población legal corresponde a la población sin duplicidades (Fuente: INSEE [Consultar]) |     |     |      |     |     |